# 瓦塚古墳群
瓦塚古墳群（かわらづかこふんぐん）は、栃木県宇都宮市長岡町にある古墳群。前方後円墳である瓦塚古墳を主墳とし、およそ40基で構成された古墳群である。
主墳が最初に発掘されたのは1898年（明治31年）のことで、翌年には八木奘三郎が論文にまとめて発表した。1991年（平成3年）の作新学院高等部（現・作新学院高等学校）による測量調査を経て、1995年（平成7年）に宇都宮市指定史跡となり、地域住民による保護継承活動が行われている。

## 特徴
瓦塚古墳群は宇都宮市長岡町の宇都宮丘陵上に分布する、円墳を主体とする約40基の古墳群である。構成する古墳の数は宇都宮市で最多である。ただし約10基は開発により滅失したため、現存するのは約30基である。1983年（昭和58年）までに存在が確認できたのは42基であり、主墳である瓦塚古墳は第24号墳である。
主墳の瓦塚古墳は6世紀後半にできたもので、その他の多くの円墳は6世紀末から7世紀初頭に築造された。
古墳群の展開範囲は東西約550 m、南北約450 mで、標高差は50 mある。それぞれの古墳は尾根に沿って列を成し、主墳を中央とすると、南南西に伸びるA支群、南に伸びるB支群、B支群の東にあり平行するC支群、南東に伸びるD支群を形成するが、一部例外もある。各支群は直径20 mを超える中型墳数基と多数の小型墳で構成される。この中で発掘調査が行われたのは、主墳の24号墳と25・26・32号墳のみであり、各古墳の築造順序や支群の形成過程は解明されていない。

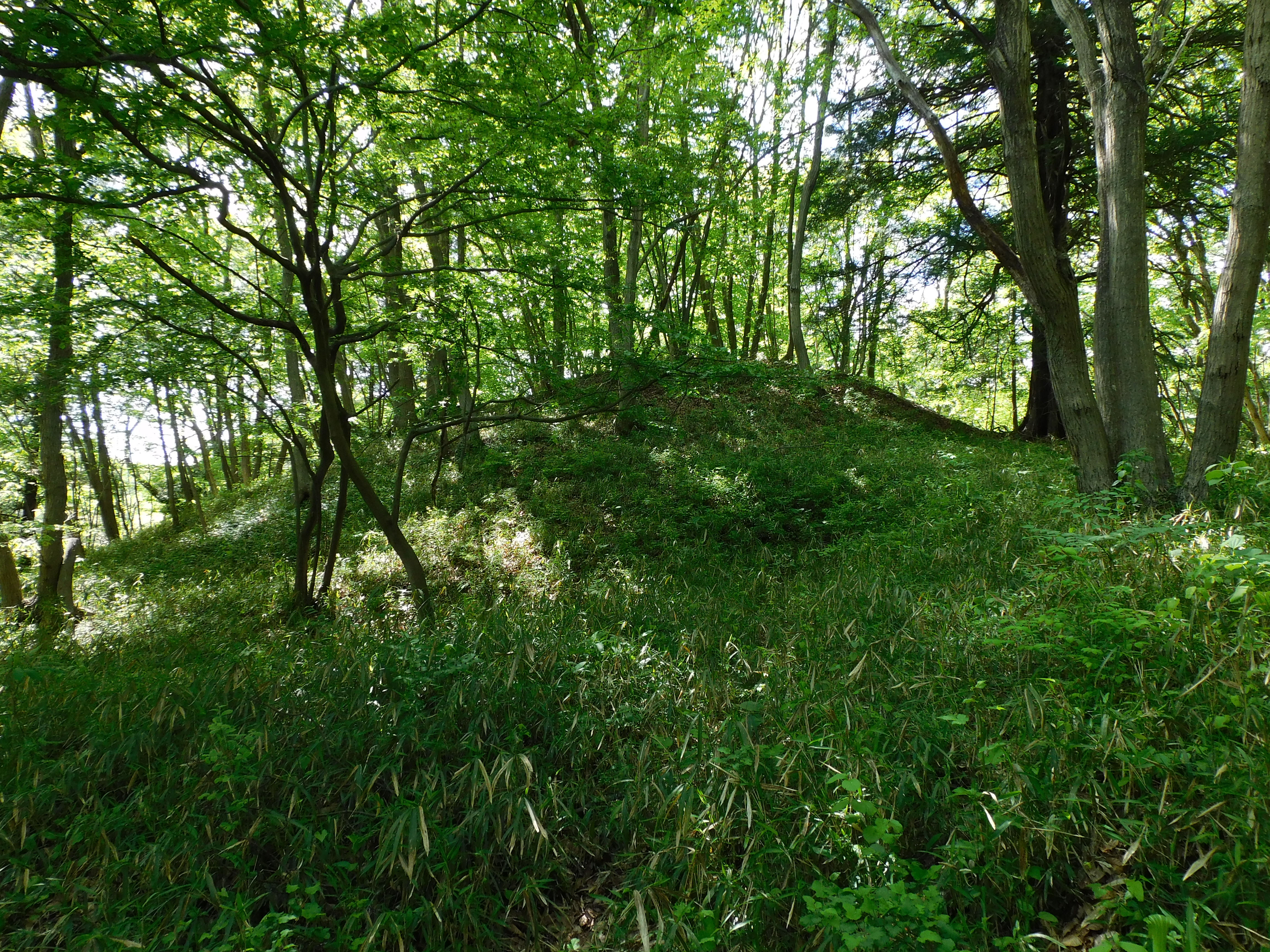
21号墳
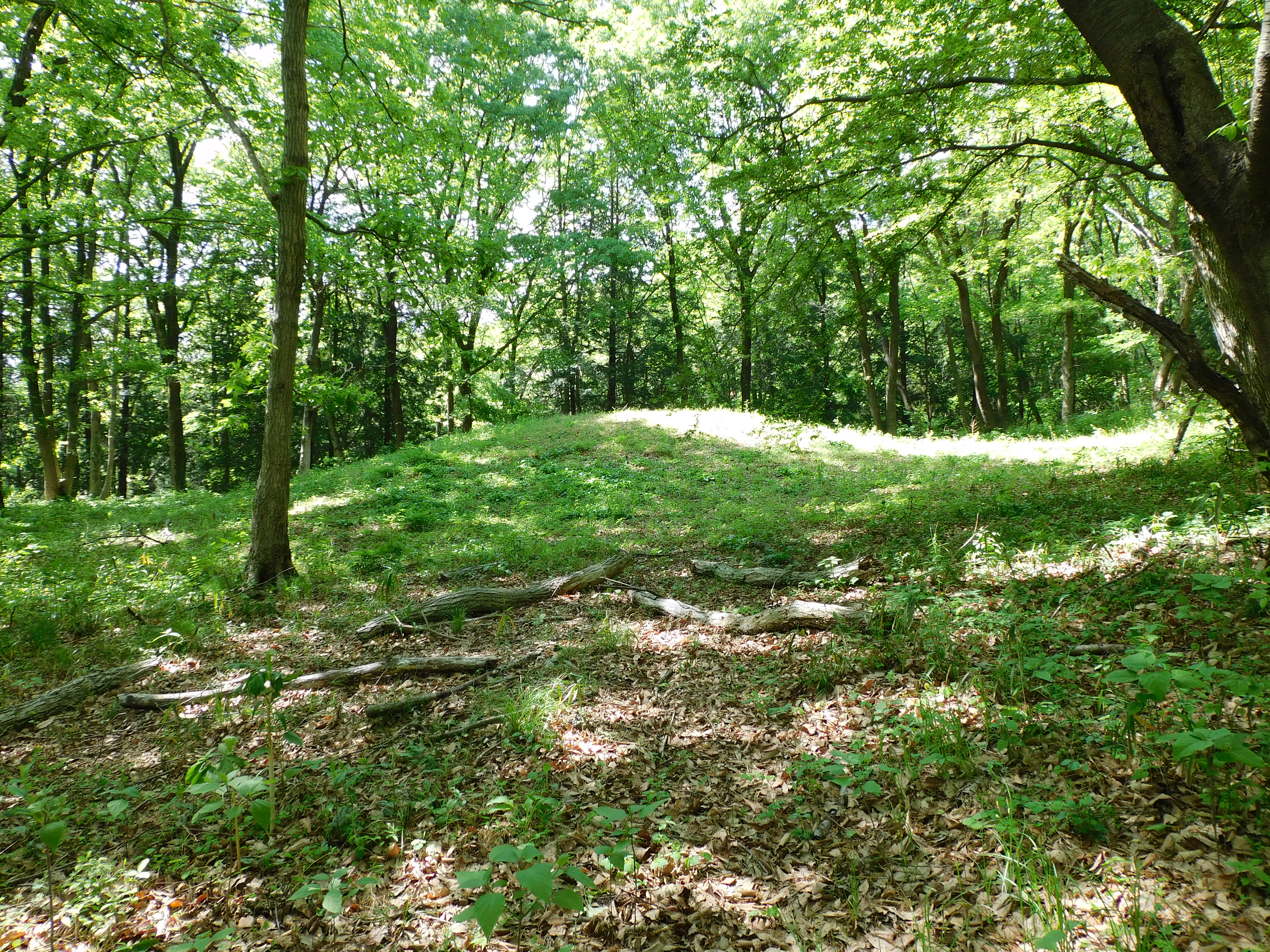
23号墳

古墳一覧
| 番号 | 現状     | 支群 | 形状       | 直径（m） | 高さ（m） | 埋葬施設        |
| ---- | -------- | ---- | ---------- | --------- | --------- | --------------- |
| 1    | 消滅     | D    |            |           | 0.8       |                 |
| 2    | 一部露出 | D    | 円墳       | 8.5       | 0.8       | 横穴式石室      |
| 3    | 消滅     | D    |            |           |           | T字形横穴式石室 |
| 4    | 消滅     | D    |            |           |           |                 |
| 5    | 消滅     | D    |            |           |           | 横穴式石室      |
| 6    | 氏神鎮座 | D    | 円墳       | 16        | 2         | 横穴式石室      |
| 7    | 消滅     | 例外 |            |           |           |                 |
| 8    | 消滅     | 例外 |            |           |           | 横穴式石室      |
| 9    | 消滅     | 例外 |            |           |           | 横穴式石室      |
| 10   | 残存     | C    | 円墳       | 12        | 2         |                 |
| 11   | 一部露出 | C    | 円墳       | 9.5       | 0.5       | 横穴式石室      |
| 12   | 一部露出 | C    | 円墳       | 7.5       | 0.5       | 横穴式石室      |
| 13   | 残存     | C    | 円墳       | 22        | 3         |                 |
| 14   | 残存     | C    | 円墳       | 14        | 2         |                 |
| 15   | 残存     | C    | 円墳       | 17        | 2.5       |                 |
| 16   | 残存     | B    | 円墳       | 10        | 1         |                 |
| 17   | 残存     | B    | 円墳       | 20        | 2.5       |                 |
| 18   | 残存     | B    | 円墳       | 23        | 2         |                 |
| 19   | 神社鎮座 | B    | 円墳       | 20        | 2         |                 |
| 20   | 一部露出 | A    | 円墳       | 15        | 1.5       | 横穴式石室      |
| 21   | 現存     | A    | 円墳       | 29        | 4         |                 |
| 22   | 現存     | A    | 円墳       | 16        | 1.4       |                 |
| 23   | 現存     | A    | 円墳       | 22        | 2         |                 |
| 24   | 現存     | 主墳 | 前方後円墳 | 48        | 3.3       | 横穴式石室      |
| 25   | 現存     | A    | 円墳       | 18        | 1.4       | 横穴式石室      |
| 26   | 現存     | 独立 | 円墳       | 40        | 5         | 横穴式石室      |
| 27   | 消滅     | B    | 円墳       | 14        | 1         |                 |
| 28   | 消滅     | B    | 円墳       | 12        | 1         |                 |
| 29   | 現存     | B    | 円墳       | 20        | 3         |                 |
| 30   | 消滅     | B    |            |           |           |                 |
| 31   | 一部欠損 | D    | 円墳       | 18        | 1.5       |                 |
| 32   | 現存     | D    | 円墳       | 14        |           | T字形横穴式石室 |
| 33   | 一部欠損 | D    | 円墳       | 10        | 2         |                 |
| 34   | 現存     | D    | 円墳       | 9.5       | 0.5       |                 |
| 35   | 一部欠損 | D    | 円墳       | 13        | 2.5       |                 |
| 36   | 現存     | D    | 円墳       | 30        | 6         |                 |
| 37   | 一部欠損 | D    | 円墳       | 7         | 1         |                 |
| 38   | 現存     | D    | 円墳       | 10.5      | 1.5       |                 |
| 39   | 現存     | D    | 円墳       | 14        | 2.5       |                 |
| 40   | 一部露出 | D    | 円墳       | 18        | 3         | 横穴式石室      |
| 41   | 現存     | C    | 円墳       | 8         | 0.5       |                 |
| 42   | 現存     | B    | 円墳       | 12        | 1.5       |                 |

## 主墳

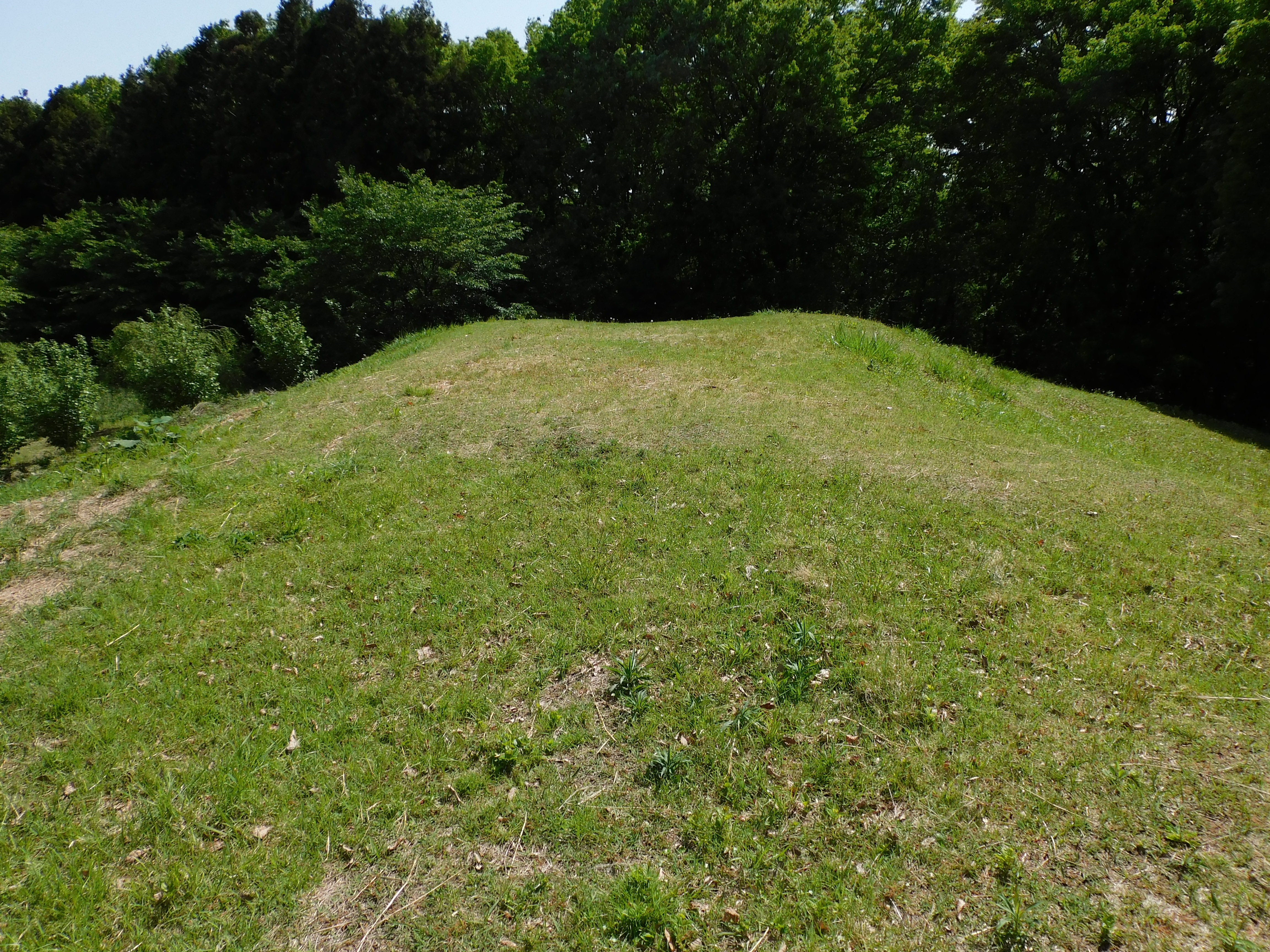
前方部

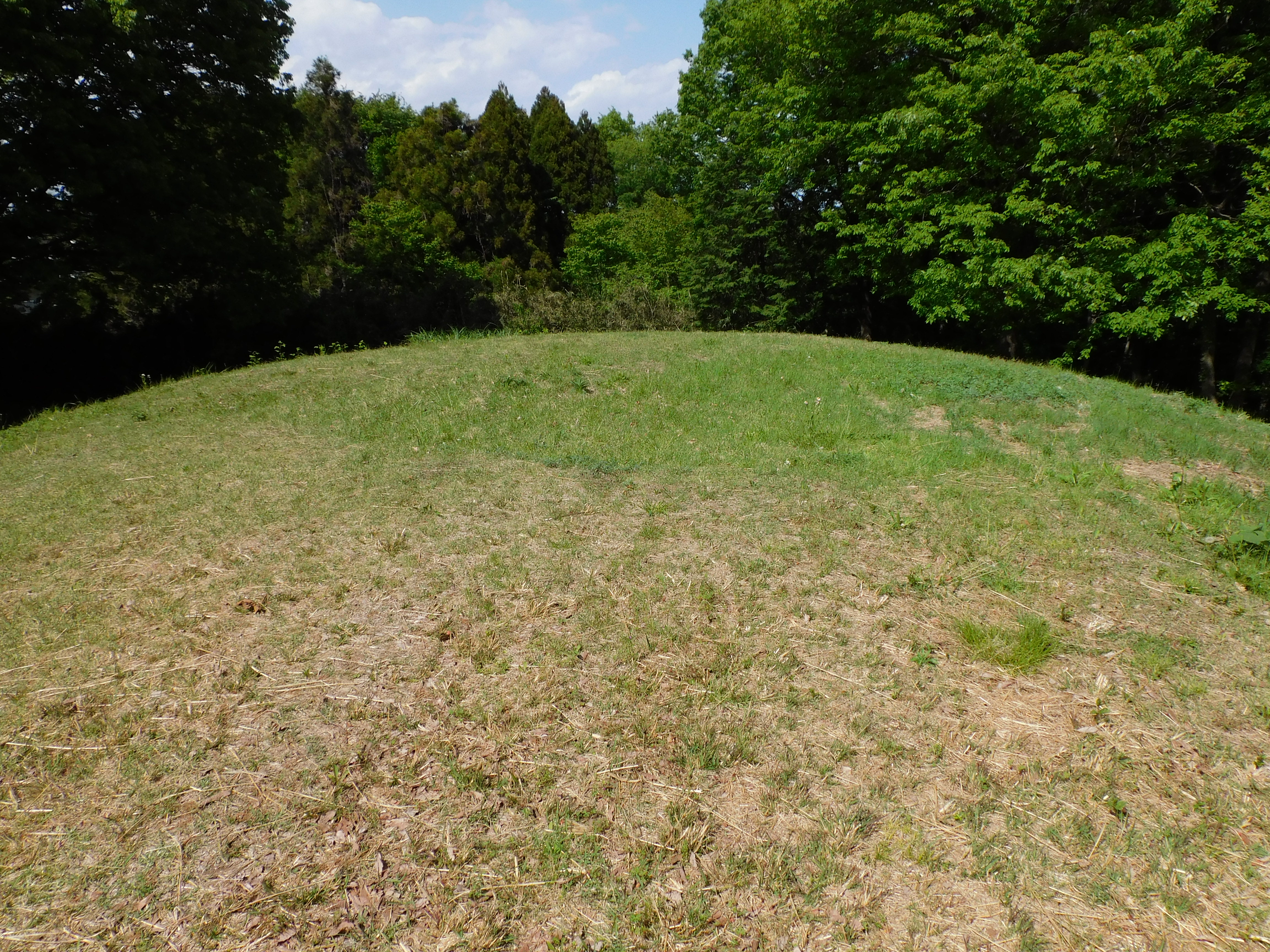
後円部

宇都宮市にある古墳の多くは、6世紀に築かれた「後期古墳」であり、瓦塚古墳（瓦塚古墳群24号墳）もその1つである。この時代はヤマト王権による地方支配が進み、各集落の長が地方の役人としての性格を帯び、各々古墳を築造した時期に当たる。
前方部を南西に向けた前方後円墳であり、全長48 m・高さ3.3 mである。前方部と後円部で高さが同じであるのが特徴となっている。（厳密には後円部の方が0.8 m高い。）前方部先端の幅は38 m、後円部の直径は28 mである。1992年（平成4年）の時点では、全長45 m、高さ3 m、前方部の幅25 m、後円部の直径20 mと考えられていた。
古墳は2段築成で、葺石は上段にのみ見られる。葺石は河原の玉石を用い、後円部は円の中心を基準にして、玉石で放射状に縦の石列を作り、そのすき間を小ぶりな石で埋めている。墳丘には埴輪が並び、円筒埴輪や形象埴輪が出土している。朝顔形埴輪を含む円筒埴輪は、平成の調査で60点出土したが、細かい破片の状態であり、全体像を復元できるものはなかった。形象埴輪は人物、家形、馬形、鞘形、大刀形、盾形、矛形、靫形が出土し、装飾が派手であるという特色がある。
周囲を周溝（周湟）に囲まれており、周溝は北西部に顕著に残存する。明治の調査では幅10 m・深さ1.3 mとされたが、平成の調査では場所によって幅は3.3 - 9.6 mと差があり、深さは1 m前後であることが判明した。
埋葬施設は後円部にあり、横穴式石室である。平成の発掘によると、羨道の長さは3.1 m、玄室の長さは8.9 mであり、側壁は凝灰岩の切石積みで造られていた。石室からは、明治の発掘で武器類（直刀、刀子、鉄鏃）、馬具類（轡、雲珠〔うず〕）、装身具（金環、管玉、切子玉、緒締玉、小玉）、土師器や須恵器が見つかっている。平成の発掘では石室の攪乱が大きく、石室内は危険な状態であったため、外部からの調査にとどまった。

## 発掘と保護の歴史
1898年（明治31年）に地元住民らによって主墳の瓦塚古墳の発掘調査が行われた。その成果は、翌1899年（明治32年）に八木奘三郎が「下野国河内郡長岡の古墳」の題で『東京人類学会雑誌第155号』に発表し、学界に広く伝えられた。
1973年（昭和48年）から1975年（昭和50年）にかけて、長岡ニュータウン開発が企図されたことから、25号・26号・32号墳が発掘され、凝灰岩の横穴式石室や直刀、刀子、金具などの出土があった。
1991年（平成3年）と1992年（平成4年）に作新学院高等部（現・作新学院高等学校）社会研究部が瓦塚古墳の墳丘の測量調査を行い、墳丘が2段築成であることや葺石の存在を発見し、円筒埴輪列の位置も特定した。この調査の時点で、盗掘を受けたような攪乱が見られ、玄室の一部が露出していた。
そして宇都宮市は1995年（平成7年）に瓦塚古墳を史跡に指定した。史跡指定を受けて、地域住民は1997年（平成9年）に瓦塚古墳群愛護会を結成し、古墳の保護継承運動を開始した。当初は清掃活動が中心であったが、その活動規模は年々拡大し、中学生も参加して、案内板の設置や遊歩道の整備などに及んだ。地域活動に呼応して、宇都宮市としても将来の公園化を見据えた発掘調査を行うことを決め、2001年（平成13年）から2003年（平成15年）にかけて発掘調査を実施した。この発掘は整備のための確認調査との位置付けだったため、出土した埴輪等は元の位置に埋め戻された。

## 周辺環境
瓦塚古墳群のある宇都宮丘陵は、旧石器時代以降の各時代の遺跡が集中する地域であり、戸祭大塚古墳、谷口山古墳、長岡百穴古墳などの古墳群がある。

### 交通
市営の無料駐車場がある長岡百穴古墳から長岡街道を400 m東進し、丁字路を左折、700 m北進すると右手に瓦塚古墳群の登り口がある。山道の中腹以上に、瓦塚古墳群を構成する円墳が見られる。頂上まで登ると主墳である瓦塚古墳に到達する。古墳の標高は約180 mで、麓の水田より50 mほど高い位置にある。
路線バスを利用する場合、宇都宮駅のバス乗り場から帝京大学・宇都宮美術館方面行きの関東バスに乗車し、帝京大学バス停で下車し、南西方向に歩いていくと瓦塚古墳に到達する。